# Dólar baamiano

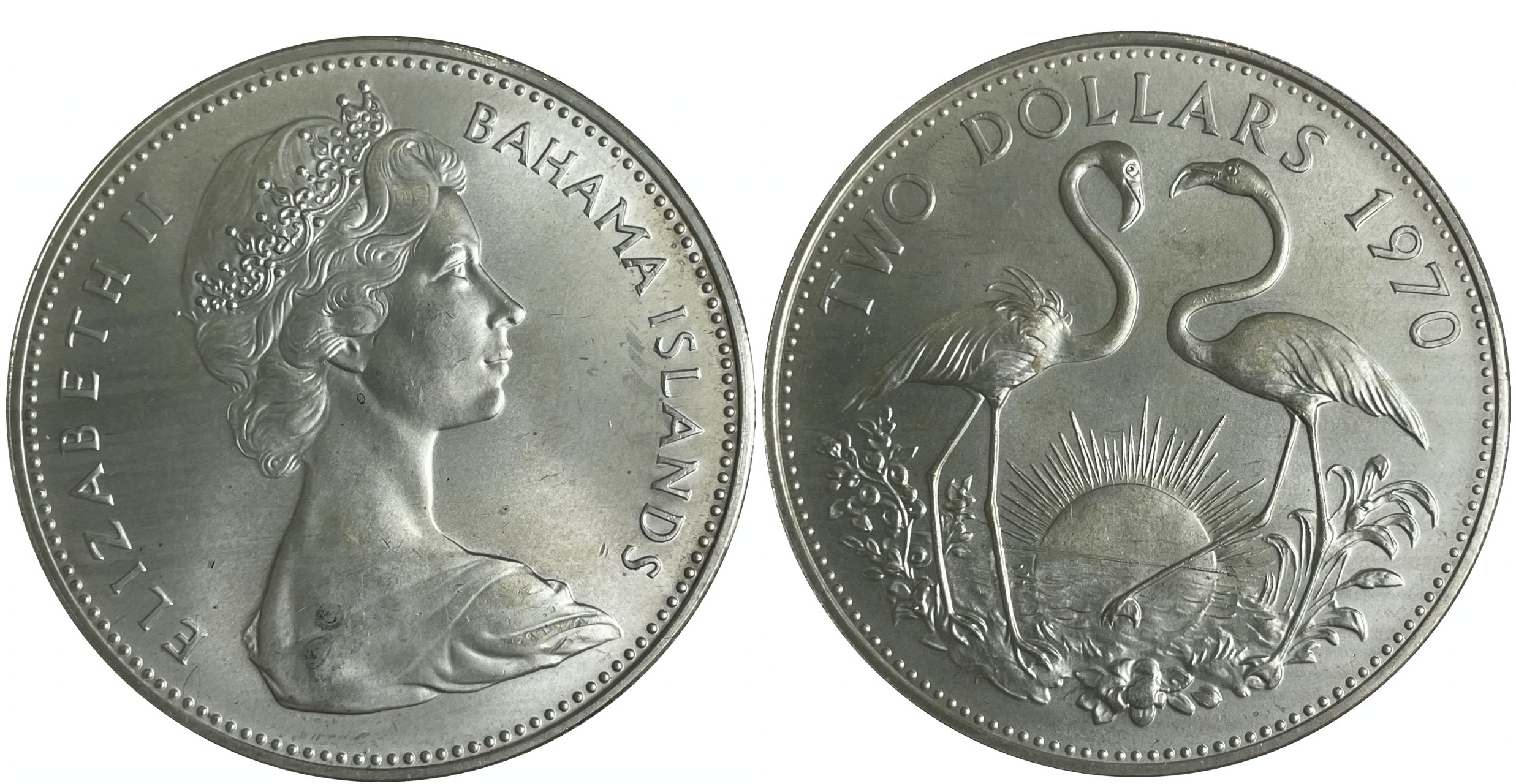
2 Dólares Baamês

O dólar bahamense (português brasileiro) ou dólar baamiano (português europeu) (em inglês: Bahamian dollar; símbolo: $; código: BSD) é, desde 1966, a moeda das Baamas, país insular no Oceano Atlântico, na América Central. Pode ser chamado, igualmente, de dólar bahamianoou baamês. O símbolo oficial do dólar bahamense é $. Informalmente usa-se também, porém, o símbolo precedido por um "B", para o distinguir dos demais dólares: B$. Divide-se em 100 cêntimos.
É equiparado ao dólar dos Estados Unidos, isto é, um dólar das Bahamas vale exatamente o mesmo que um dólar estadunidense (US$).